# Dorykleidas
Dorykleidas (altgriechisch Δορυκλεῖδας) war ein antiker griechischer Bildhauer der 1. Hälfte des 6. Jahrhunderts v. Chr. aus Sparta.
Er ist einzig aus seiner Erwähnung bei Pausanias bekannt (5, 17, 1–2). Danach war er ein Bruder des Medon und Schüler von Dipoinos und Skyllis und schuf eine Statue der Themis als Mutter der Horen aus Gold-Elfenbein, die im Heratempel in Olympia stand. 